# هیلدا گادآ آکوستا
هیلدا گادآ آکوستا (به اسپانیایی: Hilda Gadea Acosta) (متولد مارس ۱۹۲۱ در لیما، پرو و درگذشته فوریه ۱۹۷۴ در هاوانا، کوبا) اقتصاددان، رهبر کمونیست و نویسنده پرویی بود. او نخستین همسر ارنستو چه‌گوارا بود.
هیلدا نخستین وزیر اقتصاد در کمیته اجرایی اتحاد انقلاب مردمی آمریکا (APRA) بود. فعالیت‌های او در پرو، منجر به تبعید وی در سال ۱۹۴۸ شد. او نخستین بار، در دسامبر ۱۹۵۳ چه‌گوارا را در گواتمالا ملاقات نمود. به خاطر فشارهای سیاسی، او به همراه چه‌گوارا به مکزیک مهاجرت کرد. این هیلدا بود که چه‌گوارا را به شورشیان کوبایی معرفی نمود. گادآ پس از اطلاع از بارداری خود در سپتامبر ۱۹۵۵ در کشور مکزیک با چه‌گوارا ازدواج کرد و در فوریه ۱۹۵۶ صاحب یک دختر به نام هیلدا بئاتریس هیلدیتا گوارا شد. ازدواج میان هیلدا و چه‌گوارا در ۱۹۵۹ به طلاق منجر شد. او کتابی با عنوان «خاطرات زندگی من با چه‌گوارا» به رشته تحریر درآورده‌است. وی تا پایان عمر به آرمان‌های چه‌گوارا وفادار ماند.